# فهرست قنات‌های شهرستان طارم
جدول زیر بر اساس آمار وزارت جهاد کشاورزی تهیه شده‌است. فهرست زیر قنات‌های شهرستان طارم در استان زنجان را نشان می‌دهد.
| نام قنات       | موقعیت                       | نزدیک‌ترین روستا | طول قنات (متر) | تعداد میله چاه | عمق مادر چاه | دبی (لیتر بر ثانیه) | سطح زیر کشت (هکتار) |
| -------------- | ---------------------------- | --------------- | -------------- | -------------- | ------------ | ------------------- | ------------------- |
| اسدکهریزی      | بخشی نامعلوم در شهرستان طارم | جیا             | ۴۰۰            | ۰              | ۷            | ۱٫۵                 | ۰                   |
| انجیلی         | بخشی نامعلوم در شهرستان طارم | جیا             | ۱۵۰            | ۰              | ۶            | ۲                   | ۰                   |
| باش بر         | بخشی نامعلوم در شهرستان طارم | تازه کند        | ۲۵۰            | ۰              | ۷            | ۳                   | ۰                   |
| بیوک قنات      | بخشی نامعلوم در شهرستان طارم | ابیز            | ۱۰۰۰           | ۰              | ۱۶           | ۴                   | ۰                   |
| بیوک کهریزی    | بخشی نامعلوم در شهرستان طارم | ارشت            | ۴۵۰            | ۰              | ۷            | ۳                   | ۰                   |
| تشویر          | بخشی نامعلوم در شهرستان طارم | تشویر           | ۲۰۰            | ۰              | ۸            | ۲۰                  | ۰                   |
| جوانمرد        | بخشی نامعلوم در شهرستان طارم | ارشت            | ۱۳۰            | ۰              | ۵            | ۱٫۵                 | ۰                   |
| دستجرده        | بخشی نامعلوم در شهرستان طارم | دستجرده         | ۱۰۰۰           | ۰              | ۱۶           | ۱۲                  | ۰                   |
| سانسیز         | بخشی نامعلوم در شهرستان طارم | سانسیز          | ۴۰۰            | ۰              | ۸            | ۵۰                  | ۰                   |
| شیراب          | بخشی نامعلوم در شهرستان طارم | شیراب           | ۳۵۰            | ۰              | ۶            | ۵۰                  | ۰                   |
| قنات بالا      | بخشی نامعلوم در شهرستان طارم | ونسر            | ۵۰۰            | ۰              | ۹            | ۷۰                  | ۰                   |
| قنات بالا      | بخشی نامعلوم در شهرستان طارم | صومعه بر        | ۴۰۰            | ۰              | ۸            | ۳                   | ۰                   |
| قنات بالا      | بخشی نامعلوم در شهرستان طارم | قاض بلاقی       | ۳۵۰            | ۰              | ۶            | ۵۰                  | ۰                   |
| قنات حاج حسن   | بخشی نامعلوم در شهرستان طارم | بهرام‌آباد       | ۳۰۰            | ۰              | ۹            | ۵                   | ۰                   |
| قنات عمومی     | بخشی نامعلوم در شهرستان طارم | چوزکی           | ۱۰۰۰           | ۰              | ۱۴           | ۸                   | ۰                   |
| قنات مرکزخدمات | بخشی نامعلوم در شهرستان طارم | قاض بلاقی       | ۲۷۰            | ۰              | ۷            | ۸۰                  | ۰                   |
| قنات پایین     | بخشی نامعلوم در شهرستان طارم | ونسر            | ۳۰۰            | ۰              | ۷            | ۷۰                  | ۰                   |
| قنات پایین     | بخشی نامعلوم در شهرستان طارم | قاض بلاقی       | ۲۵۰            | ۰              | ۶            | ۷۰                  | ۰                   |
| قوشه کهریز     | بخشی نامعلوم در شهرستان طارم | اببر            | ۱۰۰۰           | ۰              | ۱۸           | ۲                   | ۰                   |
| مشورباگل       | بخشی نامعلوم در شهرستان طارم | ده بهار         | ۲۰۰            | ۰              | ۷            | ۷                   | ۰                   |
| پرقولین بلاغ   | بخشی نامعلوم در شهرستان طارم | تازه کند        | ۲۰۰            | ۰              | ۷            | ۱٫۵                 | ۰                   |
| پوتالبخ        | بخشی نامعلوم در شهرستان طارم | اقزوج           | ۱۵۰            | ۰              | ۶            | ۱                   | ۰                   |
| پیرچم          | بخشی نامعلوم در شهرستان طارم | پیرچم           | ۳۵۰            | ۰              | ۴            | ۴                   | ۰                   |
| چغور           | بخشی نامعلوم در شهرستان طارم | ده بهار         | ۳۰۰            | ۰              | ۶            | ۴                   | ۰                   |
| چغور توت       | بخشی نامعلوم در شهرستان طارم | کهریز خرم‌آباد   | ۳۰۰            | ۰              | ۷            | ۵                   | ۰                   |
| چمله           | بخشی نامعلوم در شهرستان طارم | چمله            | ۶۰۰            | ۰              | ۹            | ۱۰                  | ۰                   |
| کت کهریزی      | بخشی نامعلوم در شهرستان طارم | شاه نشین        | ۰              | ۰              | ۸            | ۹                   | ۰                   |
| کت کهریزی      | بخشی نامعلوم در شهرستان طارم | جیا             | ۵۲۰            | ۰              | ۹            | ۳                   | ۰                   |
| کهریز          | بخشی نامعلوم در شهرستان طارم | ایج             | ۳۰۰            | ۰              | ۵            | ۱                   | ۰                   |
| کهریز          | بخشی نامعلوم در شهرستان طارم | کلج‌آباد         | ۵۰۰            | ۰              | ۵            | ۳٫۵                 | ۰                   |
| کهریز شقاقی    | بخشی نامعلوم در شهرستان طارم | شقاقی چورزق     | ۲۵۰            | ۰              | ۶            | ۰٫۵                 | ۰                   |
| کهریز کند      | بخشی نامعلوم در شهرستان طارم | انذز            | ۲۰۰            | ۰              | ۷            | ۶                   | ۰                   |
| کهریز کهنه     | بخشی نامعلوم در شهرستان طارم | استاکل          | ۰              | ۰              | ۱۱           | ۵                   | ۰                   |
| کهریزکند       | بخشی نامعلوم در شهرستان طارم | قلموخی بلاغی    | ۴۸۰            | ۰              | ۹            | ۸                   | ۰                   |
| کهلیزچنار      | بخشی نامعلوم در شهرستان طارم | ده بهار         | ۲۰۰            | ۰              | ۵            | ۱                   | ۰                   |